# ひーちゃん (お笑い芸人)
ひーちゃん（1984年6月12日 - ）は、よしもとクリエイティブ・エージェンシーに所属していた日本の元お笑い芸人。NSC東京校14期生。本名は長友 ひとみ（ながとも ひとみ）。

## 来歴
幼少時は10歳までは日本で、10～15歳までは香港で育つ。15歳のときに香港での生活に嫌気がさして、家族全員を残して一人で日本に帰国、初めての一人暮らしを始める。
その後、2003年に早稲田大学へ進学する。その頃、芸人になりたかったが「就職したくないから、芸人になりたいって逃げてるだけなのかな…教師にもなりたいし、まず教師をやってみよう」と考えて、大学卒業と同時にタイ(バンコク)の日系塾へ就職。しかし、芸人になる夢を捨てきれずに、2008年に日本へ帰国して東京NSCに入学。その翌年、お笑い芸人としてデビューする。
2014年にアメリカの番組『The Greatest Shows on Earth』が取材に来ていた『ズームイン!!サタデー』、『ダウンタウンのガキの使いやあらへんで!!』に英語の通訳者として出演する。
2017年5月26日に芸人を引退することを発表。2017年6月末で芸人を引退した。
引退した後、2019年7月にR藤本のYouTubeチャンネルのグアムの旅編に参加している。

## 人物
- 英語教師（非常勤講師）である。
- ドラゴンボールのキャラクター「人造人間18号」芸人としても活動していた[11]。

## 出演番組

### テレビ
- 独占!ライブ至上主義(BSスカパー!、2014年4月22日)
- ズームイン!!サタデー(日本テレビ系列、2014年11月22日)
- ダウンタウンのガキの使いやあらへんで!!(日本テレビ系列、2014年11月30日)
- NMB48のナイショで限界突破!(BSスカパー!、2015年1月19日)
- オモクリ監督 〜O-Creator's TV show〜(フジテレビ系列、2015年3月1日)

### インターネット番組
- スナップスタディLIVE(スナップスタディLIVE、2014年9月24日 - 2014年12月12日)
- R藤本の水曜はじけてまざれ!（ニコニコ生放送、2016年1月27日初出演 - 複数回出演）
- 新DB芸人オーディション～其の壱～[12]（YouTube、2016年9月26日）
- ベジータとカイジがレトロゲーム実況（ニコニコ生放送、2016年12月15日、2016年12月28日）

## イベント
- AFA2015シンガポール(サンテック・シンガポール国際会議展示場、2015年11月27日、28日、29日)※MCアシスタント兼通訳[13]
- 劇団アニメ座本公演 ～アニメの星へ愛を込めて～（ルミネtheよしもと、2016年3月4日）※エンディングに少しだけ出演
- 別冊少年コンブvol.1[14]（CHARA DE in 阿佐ヶ谷アニメストリート、2016年4月22日）
- R藤本プレゼンツ DB芸人コントライブ「超コント伝説」[15]（ルミネtheよしもと、2016年11月3日）
- ベジータとカイジがレトロゲームLIVE in 幕張（よしもと幕張イオンモール劇場、2017年4月29日）